# Antonio López Pàmies
Antonio López Pàmies (Praga, 1956) és un dibuixant, il·lustrador, historietista, lingüista, traductor i professor universitari català.
Fill de Gregorio López Raimundo i de Teresa Pàmies i Bertran, exiliats en aquell moment a Txecoslovàquia, el 1967 es trasllada a França i posteriorment a Espanya, fixant la seva residència a Granada. Lingüista de formació, fou ser catedràtic de Lingüística General a la Universitat de Granada i professor visitant a diverses universitats europees. Va ser autor de nombrosos articles i coautor de diversos llibres. Fou membre honorífic de l'Acadèmia Nacional de Ciències de l'Educació Superior d'Ucraïna i membre corresponent de l'Acadèmia Nord-americana de la Llengua Espanyola. Com a historietista va participar des del principi dels anys setanta en publicacions underground del moment com El Rrollo enmascarado o Los Tebeos del Rrollo, i més endavant a la revista El Víbora.